# アレクサンドル・コルマコフ

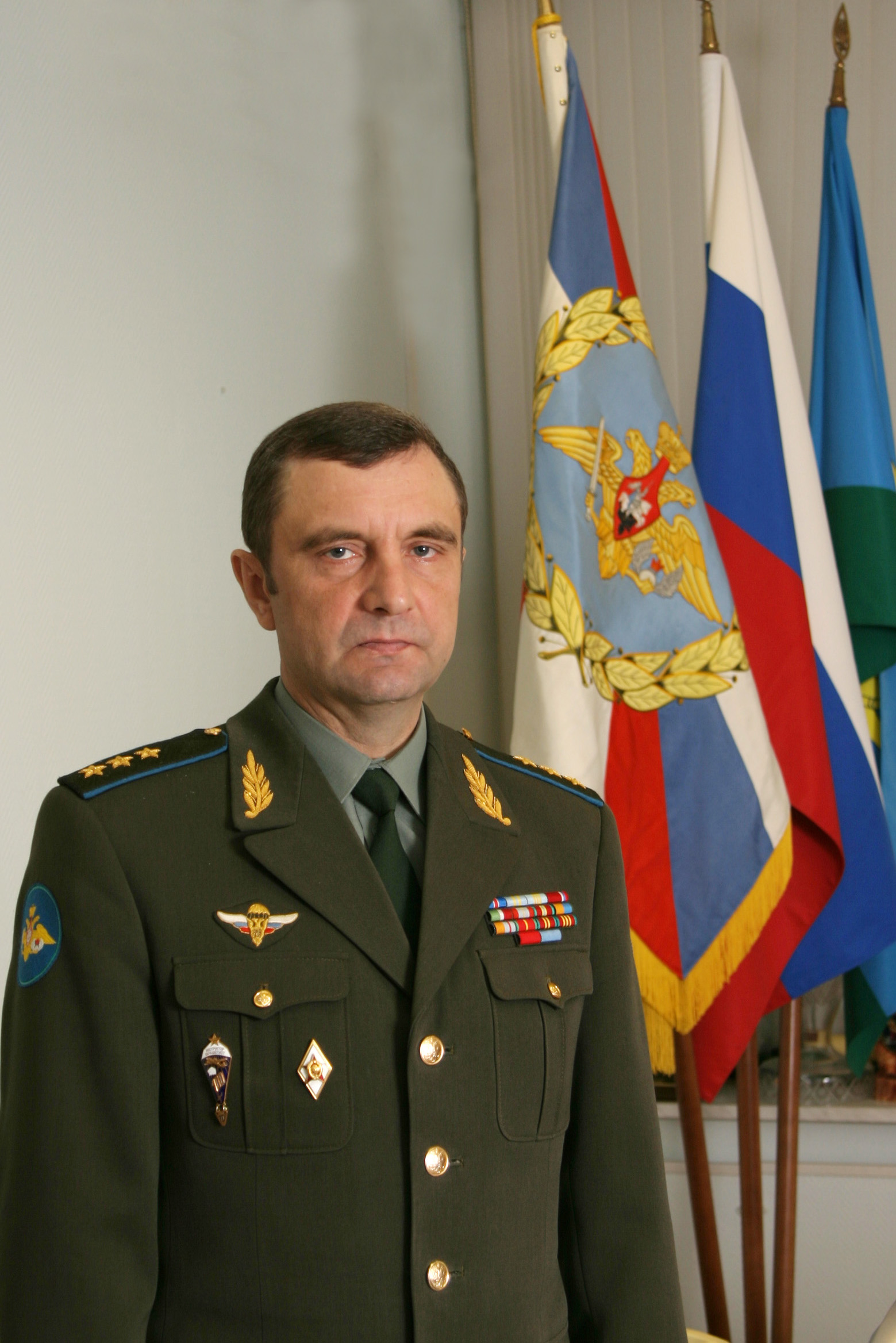
アレクサンドル・コルマコフ (2006)

アレクサンドル・コルマコフ（Александр Колмаков；1955年7月31日 -）は、ロシア連邦の軍人。元ロシア空挺軍司令官。大将。モスクワ州カリーニングラード出身。

## 経歴
1976年、リャザン高等空挺指揮学校を卒業。卒業後、偵察小隊長、空挺訓練担当副中隊長、中隊長、大隊参謀長を歴任。アフガニスタンでの戦闘行動に参加。
1985年、M.V.フルンゼ名称軍事アカデミーを優秀で卒業した後、パラシュート降下大隊長、副連隊長、連隊長、副師団長、師団長を歴任。
1995年、参謀本部軍事アカデミーを卒業。ニジニ・ノヴゴロドの第22諸兵科連合軍を指揮。
1998年から極東の第35軍司令官、2000年11月から極東軍管区副司令官。
2003年9月8日、空挺軍司令官に就任。
2007年9月より、国防第一次官に就任。

## パーソナル
妻帯、1児を有する。
2等及び3等「軍における祖国への奉仕に対する」勲章、「武勲に対する」メダル、その他のメダル6個を受賞。